# Tōshinden (OAV)
Tōshinden (闘神伝?) è un original anime video di due episodi basato sulla serie di videogiochi Battle Arena Toshinden.

## Trama
Dopo un anno dall'infinita battaglia fra Eiji e Gaia durante il primo torneo Battle Arena Toshinden, gli otto partecipanti originari del torneo, oltre ad altri combattenti, diventano l'obiettivo di una misteriosa organizzazione dagli scopi non chiari. Toccherà ad Eiji risolvere il mistero, salvare i suoi amici, fermare l'organizzazione e ritrovare il suo scomparso fratello Sho.

## Personaggi e doppiatori
| Personaggio    | Doppiatore       |
| -------------- | ---------------- |
| Kayin Amoh     | Takehito Koyasu  |
| Eiji Shinjo    | Tomokazu Seki    |
| Uranus         | Kikuko Inoue     |
| Ellis          | Kyoko Hikami     |
| Shô Shinjô     | Bin Shimada      |
| Gaia           | Daisuke Gōri     |
| Chaos          | Fumihiko Tachiki |
| Hoo Fai        | Ikuo Nishikawa   |
| Duke B Rambert | Kaneto Shiozawa  |
| Tracy          | Michiko Neya     |
| Rungo Iron     | Shinpachi Tsuji  |
| Mondo          | Yukimasa Kishino |
| Sofia          | Yumi Tōma        |

## Colonna sonora
- Makenaide Fly Away cantata da Hikami Kyoko